# 大阪市立菅原小学校
大阪市立菅原小学校（おおさかしりつ すがはらしょうがっこう）は、大阪府大阪市東淀川区にある公立小学校。
豊里小学校、啓発第二小学校（現在の東淡路小学校）、新庄小学校の3校の校区の一部を分離再編し、1938年に開校した。

## 沿革
- 1938年4月20日 - 大阪市菅原尋常小学校として開校。
- 1941年4月1日 - 国民学校令により、大阪市菅原国民学校と改称。
- 1947年4月1日 - 学制改革により、大阪市立菅原小学校と改称。
- 1973年4月1日 - 従来の校区の一部を、新設の大阪市立豊新小学校の校区へ分離。

## 通学区域
- 大阪市東淀川区 菅原1丁目-7丁目、下新庄2丁目、3丁目

卒業生は基本的に大阪市立新東淀中学校に進学する。

## 交通
- 西日本旅客鉄道 (おおさか東線)  JR淡路駅北西へ約300m。
- 阪急電鉄（京都本線・千里線）淡路駅西へ約800m。